# 富谷市立富谷第二中学校
富谷第二中学校（とみやだいにちゅうがっこう）は、宮城県富谷市あけの平三丁目にある公立中学校。通称は「富二」（とみに）あるいは「二中」（にちゅう）、または「富谷二中」（とみやにちゅう）。

## 学区
- 富谷市立あけの平小学校学区の全部、富ヶ丘小学校学区の一部[1]。

## 沿革

### 経緯
富谷町立富谷中学校（当時）の生徒数増加に伴い、1983年（昭和58年）4月に分離開校した。

### 年表
- 1983年（昭和58年）4月1日 - 開校。
- 1992年（平成4年）6月 - 生徒数増加に伴い、生徒の一部を富谷町立日吉台中学校（当時）へ移管。
- 2016年（平成28年）10月10日 - 市制施行にともない現校名へ改称。

## 著名な卒業生
- 鈴木京香（女優）
- 森田智己（背泳ぎ）
- 高橋弘篤（スケルトン選手）
- 尾形崇斗（プロ野球選手）